# 龍歸街道
龍歸街道是中华人民共和国广东省广州市白云区下辖的一个街道办事处，位于白云区中部。辖区总面积26.7平方公里，下辖6个社区、7个行政村。

## 行政区划
龍歸街道下辖以下村级行政区划单位：
龙悦社区、龙穗社区、汇雅社区、东湖映月社区、金龙社区、龙归社区、柏塘村、北村、夏良村、南村、园夏村、南岭村和永兴村。

## 交通

### 地铁
█3号线：龙归站

█14号线：夏良站